# سامانه توصیه‌گر مبتنی بر دانش
سامانه‌های توصیه‌گر مبتنی بر دانش (انگلیسی: Knowledge-based recommender systems) نوعی خاص از سامانه‌های توصیه‌گر هستند که بر دانش صریح دربارهٔ مجموعهٔ اقلام، ترجیحات کاربر و معیارهای توصیه (برای مثال، کدام آیتم در کدام زمینه توصیه شود) مبتنی هستند. این سامانه‌ها در سناریوهایی اعمال می‌شوند که رویکردهای جایگزین نظیر پالایش گروهی و پالایش محتوامحور قابل اعمال نیستند.
یکی از مهم‌ترین نقاط قوت سامانه‌های توصیه‌گر مبتنی بر دانش، عدم وجود مشکلات آغاز سرد (ramp-up) است. یکی اشکالات مرتبط، در واقع یک تنگنای بالقوه برای کسب دانش است که ناشی از نیاز به تعریف دانش توصیه کردن به شیوه‌ای صریح است.
دامنه موارد
سیستم های توصیه گر مبتنی بر دانش، برای حوزه های پیچیده که این موارد به ندرت خریداری می شوند،مانند آپارتمان و اتوموبیل ها مناسب هستند.نمونه های دیگر برای سیسستم های توصیه گر مبتنی بر دانش از موارد مورد استفاده، خدمات مالی می باشد،[3] دوربین های دیجیتال, [4] و مقصد های گردشگری.[5]سیستم های مبتنی بر امتیازات،به علت کمبود امتیازات موجود، عملکرد خوبی از خود نشان نمی دهند. [1]
علاوه بر این در حوزه های مورد های پیچیده، مشتریان می خواهند ترجیحات خود را به صراحت مشخص کنند.(برای مثال ، حداقل قیمت اتوموبیل X است.)در این زمینه سیستم های توصیه گر باید محدودیت ها را در کنظر بگیرد: به عنوان مثال، فقط خدمات مالی که حمایت مشتریان از دوره سرمایه گذاری مشخص شده را دارند، باید پیشنهاد داده شود.هیچکدام از این موارد توسط روش هایی مانند  فیلترینگ مشارکتی و فیلترینگ محتوا پشتیبانی نمی شود.
توصیه گفتاری
سیستم های توصیه گر مبتنی بر دانش اغلب گفتاری هستند، یعنی نیاز ها و ترجیحات کاربر در چارچوب یک حلقه بازخورد استخراج می شوند. دلیل اصلی طبیعت گفتاری سیستم های توصیه گر مبتنی بر دانش، پیچیدگی دامنه آیتم است که در آن اغلب غیرممکن است تمام ترجیحات کاربر را به یکباره بیان کرد. علاوه بر این ترجیحات کاربر معمولا در ابتدا دقیقا شناخته شده نیستند بلکه در چارچوب یک جلسه توصیه ساخته می شوند.                                                                                          
توصیه گری مبتنی بر جست و جو
در یک سیستم توصیه گر مبتنی بر جست و جو، بازخورد کاربران از طریق پاسخ به سوالاتی ارائه می شود که مجموعه ی آیتم های مرتبط را محدود می کند. مثالی از چنین سوالی این است: "کدام نوع سیستم لنز را ترجیح می دهید:ثابت یا قابل تعویض؟". در سطح فنی، سناریو های توصیه گری مبتنی بر جست و جو می تواند بر اساس سیستم های توصیه گر مبتنی بر محدودیت پیاده سازی شوند.سیستم های توصیه گر مبتنی بر محدودیت از طریق جست وجوی محدودیت یا انواع مختلف رویکرد های مبتنی بر پرسش های مزدوج پیاده سازی می شوند.                                                                                          
توصیه گری مبتنی بر ناوبری
در سیستم توصیه گری مبتنی بر ناوبری،بازخورد کاربر معمولا به صورت "انتقادات" داده می شود که در خواست های تغییر را نسبت به آیتمی که در حال حاضر به کاربر پیشنهاد داده شده است، مشخص میکنند. سپس از این انتقادات برای پیشنهاد آیتم "کاندیدای" بعدی استفاده می شود. مثالی از انتقاد در زمینه سناریوی پیشنهاد دوربین دیجیتال این است :"من دوست دارم دوربینی مانند این داشته باشم اما با قیمت پایین تر". این نمونه ای از یک "انتقاد واحد" است که درخواست تغییر در یک ویژگی آیتم را نمایان می کند."انتقادات مرکب" امکان مشخص کردن بیش از یک درخواست تغییر در یک زمان را فراهم می آورند. "انتقاد پویا" همچنین انتقادات قبلی کاربران (تاریخچه انتقاد) را در نظر می گیرد. رویکرد های جدید تر علاوه بر این، از اطلاعات ذخیره شده در گزارش های تعامل کاربر برای کاهش بیشتر تلاش های تعاملی کاربر برای کاهش بیشتر تلاش های تعاملی از نظر تعداد دورهای انتقاد مورد نیاز بهره می برند.                                                                                          